# Generation Zero
Generation Zero est un jeu vidéo de tir à la première personne en monde ouvert jouable à un joueur ou en coopération édité et développé par Avalanche Studios. Il est sorti le 26 mars 2019 sur Xbox One, PlayStation 4 et Windows.

## Synopsis
Suède,  le 14 novembre 1989. Alors que le pays est plongé dans la Guerre froide, un jeune homme (ou une jeune femme selon le choix du joueur) décide de prendre quelques jours de vacances dans l'archipel reculé d'Östertörn. Alors qu'il revient d'une promenade en bateau, il essuie des tirs provenant du rivage. Bien que glacé et trempé, le joueur parvient à rejoindre la côte et constate que les habitants du village ont disparu et que plusieurs policiers ont été tués par des robots d'origine inconnue. Le joueur va devoir survivre et essayer de comprendre ce qui a pu se passer.

## Système de jeu

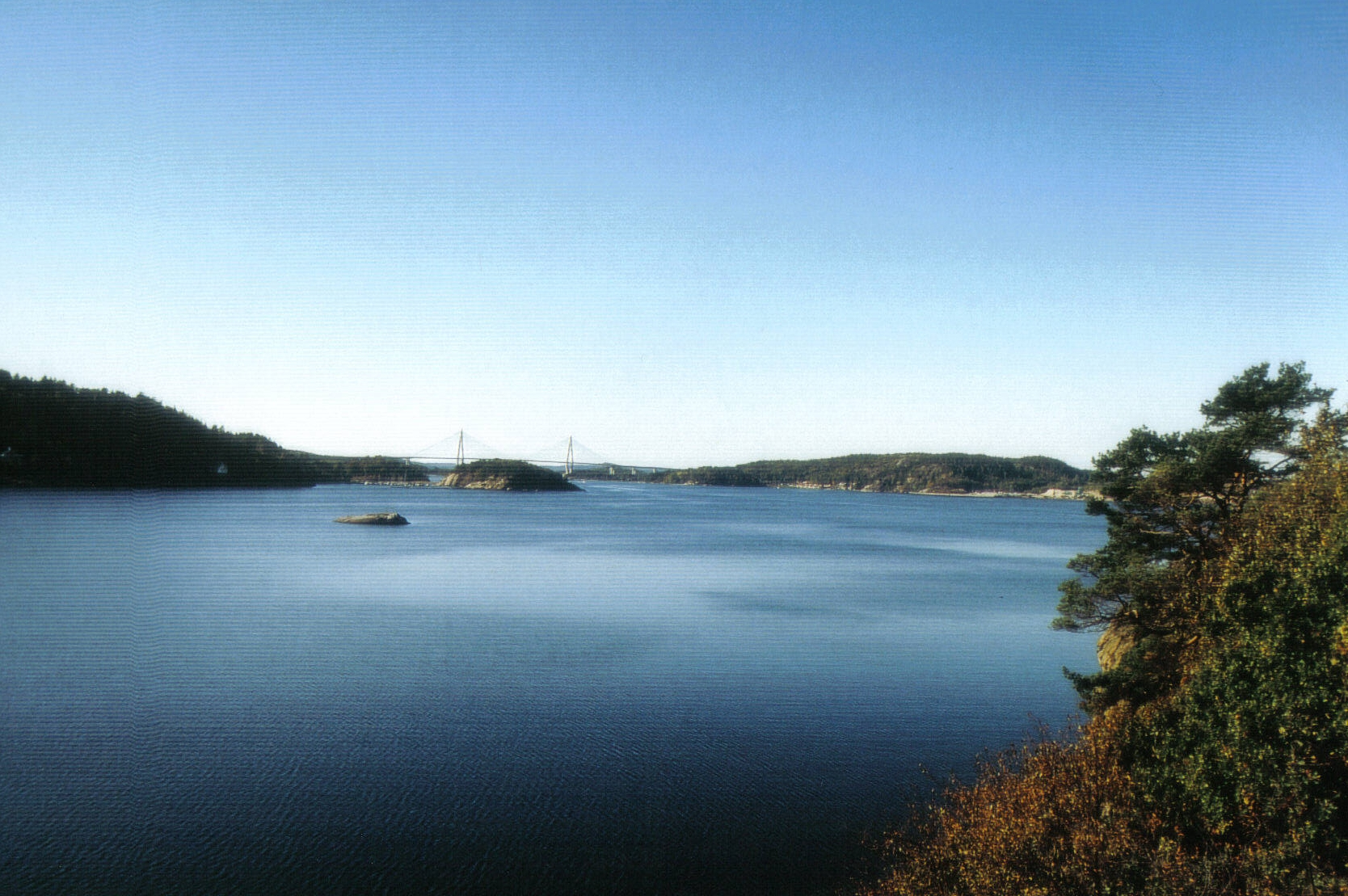
Un paysage suédois assez semblable à ceux parcourus dans Generation Zero.

Le jeu se joue à la première personne et met le joueur dans la peau d'un civil rescapé de l'attaque de son bateau. Dans un premier temps, les buts principaux sont de découvrir des survivants et d'arriver à survivre avant ensuite d'essayer de repousser l’attaque des machines. Le joueur doit ainsi accomplir des quêtes principales qui le font avancer dans l'histoire du jeu, mais a aussi la possibilité de remplir des missions secondaires. Ces missions secondaires comportent des risques et demandent du temps, mais permettent aussi de découvrir des équipements supplémentaires qui peuvent se révéler utiles. Il revient donc au joueur de peser le pour et le contre avant d'accepter une quête supplémentaire. 
Le personnage incarné par le joueur a des capacités limitées au départ, mais les combats permettent d'engranger des points d'expérience qui peuvent acheter des compétences dans différents domaines : Combat, Support, Survie et Tech. En fonction des compétences débloquées, le joueur peut gagner en endurance, en capacité de transport ou obtenir la possibilité de pirater les machines à distance. Le joueur peut également récupérer des éléments cosmétiques pour habiller son personnage, certains vêtements ayant un impact sur ses capacités, comme par exemple augmenter la discrétion dans les déplacements ou améliorer la résistance physique. 
Generation Zero base également une partie de son système de jeu sur le loot, c'est-à-dire la collecte d'éléments et d'objets répartis dans l'environnement. Ces objets permettent d'améliorer le personnage, de modifier son apparence, de construire des outils ou de nouveaux objets et de récolter des munitions ou des trousses de soin.
L'arsenal à disposition du joueur est basé sur celui en service dans la police et l'armée suédoises des années 1980 comme le fusil Ak 4 ou le Pistol 88, même si les armes n'apparaissent pas sous leur vrai nom. Du contenu téléchargeable permet également d'avoir accès à des armes américaines ou soviétiques datant de la même époque comme les mitrailleuses légères PKM et Saco M60 ou le fusil silencieux AS Val soviétique. Les armes peuvent être améliorées avec des accessoires (optique de visée ou silencieux par exemple) ou recevoir des munitions plus performantes. Les armes et équipements sont répartis en différents niveaux de qualité - de une à cinq étoiles - ce qui influe sur leur efficacité. 
Dans les premiers temps du jeu, les déplacements ne pouvait s'effectuer qu'à pied, les développeurs implémentant plus tard les stations de véhicules qui permettent de fabriquer des vélos ou des motos. Ces engins sont susceptibles de s'abîmer et les motos consomment de l'essence que le joueur devra récupérer en explorant l'environnement. Il est aussi possible d'effectuer des voyages rapides d'un point de contrôle à l'autre lorsque le joueur n'est pas engagé au combat.   
La boutique de DLC permet de développer considérablement le contenu. Outre les nouvelles armes, il est possible d'y obtenir des éléments cosmétiques, de nouveaux véhicules (des vélos et des motos tout-terrains), des éléments pour améliorer son camp de base mais aussi accéder à de nouvelles zones à explorer dans le jeu et développer le scénario.  
Même s'il est jouable en solo, Generation Zero peut se parcourir en coopération avec d'autres joueurs. Outre le fait de s'entraider lors des combats, il est également possible de s'échanger des équipements.   
Generation Zero ne possède pas de cinématique, sa narration passant uniquement par des journaux audio, des documents à lire ou des dialogues avec des personnages. D'après les développeurs, cette "narration environnementale" s'explique par un budget de développement limité.   

## Univers du jeu

### Les machines
Les robots de combat, appelés simplement "machines", sont les antagonistes de Generation Zero. Elles sont contrôlées par l'intelligence artificielle FOA Unix System, abrégée FNIX, basée sur l'intelligence artificielle FOA 53 du nom du bunker où elle a été mise au point. Au départ, le programme avait une vocation civile, mais il a été récupéré par l'armée suédoise afin de disposer de robots de combat autonomes. Malheureusement, le système a échappé à tout contrôle pour une raison inconnue et s'est retourné contre la population qu'il était censé protéger. L'intelligence artificielle est capable de dialoguer avec des humains via les systèmes de communications comme les radios ou les ordinateurs et elle s'exprime alors avec la voix de son créateur, le docteur Svante von Ulmer. La localisation exacte du cœur du système n'est pas connue, la seule certitude étant qu'il est quelque part en Suède. 
Les machines sont réparties en différentes catégories disposant chacune de leurs caractéristiques et mode de fonctionnement. Certaines machines comme les Tick n'attaquent qu'au corps à corps, d'autres comme les Seeker sont spécialisées dans la reconnaissance et le repérage de cibles alors que les Hunter ou Runner sont des engins de combat capables de tirs à distance. Les plus lourdes comme les Tank ou les Harvester disposent d'armements lourds comme des mortiers et d'un blindage extrêmement résistant. 
L'armée soviétique dispose également de machines de combat, même si l'on ignore les origines et les conditions de développement du programme . Ces robots de combat ont été déployés en Suède avec une force de spetsnaz, mais il semblerait qu'ils se soient également retournés contre leur propriétaire. En revanche, les machines soviétiques n'ont pas été piratées par le système FNIX, ce qui peut être dû à la présence de contre-mesures efficaces ou simplement que les technologies suédoise et russes sont trop différentes pour permettre cette manœuvre. Bien que les machines soviétiques attaquent celles du FNIX, elles sont également hostiles aux civils survivants.

### Les personnages
Plusieurs personnages apparaissent dans le jeu. Certains sont secondaires et ne sont pas liés directement aux événements, alors que d'autres y sont rattachés. 
Le héros ou l'héroïne est un adolescent (ou un jeune adulte) en vacances dans la région d'Östertörn et qui va se retrouver impliqué malgré lui dans les événements. Bien que n'ayant au départ aucune capacité guerrière, il va acquérir de l'expérience au fil de ses aventures et développer de nouvelles compétences qui en feront un combattant redoutable. Ses rencontres vont également lui permettre de découvrir les sombres secrets qui entourent la région. Parmi ses alliés, il rencontrera d'abord une jeune fille du nom de Therese habitant la région. Par la suite, ils entreront en contact avec un dénommé Pontus, un militaire suédois qui leur donnera des premiers éléments d'informations et les conseillera sur la stratégie à suivre.  
Au fil du temps et des événements, ce petit groupe entrera en contact avec des groupes de résistants et certains leaders comme Veronika Nilsson ou Anita Sjögren, une pilote de chasse dont l'avion a été abattu par les machines.  

## Développement du jeu
Generation Zero a été développé par le studio déjà impliqué dans les Just Cause et RAGE 2.
Fortement critiqué à sa sortie pour ses nombreuses faiblesses techniques et de contenu, Generation Zero reçoit des développeurs plusieurs patchs correctifs. Ainsi, la première mise-à-jour corrigeait pas moins de 200 éléments jugés problématiques. 
Du contenu est également ajouté au fil des mois. Un mode Photo a été ajouté en mai 2019, un mode Challenge en septembre de la même année et du nouveau contenu apparaît à partir d'octobre 2019. 
Les développeurs enrichissent également l'univers du jeu qui était insuffisamment développé. Un premier DLC appelé Alpine Unrest disponible en novembre 2019 permet d'explorer l'île d'Himfjäll, d'acquérir de nouvelles armes, de nouveaux skins de personnages, de nouveaux robots et de rencontrer des survivants.
Le 23 juin 2020, un nouveau DLC intitulé FNIX Rising développe encore l'univers du jeu avec une nouvelle zone à explorer, de nouveaux robots et de nouveaux équipements.
En mai 2021, la mise-à-jour Resistance permet aux joueurs de construire un camp de base.  
Le 18 juillet 2023, le contenu Companion Pack permet au joueur d'être accompagné par une machine de type Marcheur qui l'aidera dans les combats. Le contenu permet de la personnaliser avec des peintures spécifiques, des modules de combat (Reconnaissance, Médical et Scavenger) lui donnant des capacités spéciales et apporte des améliorations techniques au jeu.  
En septembre 2023, Generation Zero est proposé sur le Playstation Plus avec le reebot de Saint Row et Black Desert.  
En juin 2024, la nouvelle mise-à-jour Skyfire apporte un nouveau contenu comprenant des armes lourdes (Minigun, lance-grenades à barillet...), une nouvelle machine ennemi (le robot volant Vulture), divers correctifs techniques ou encore un nouveau kit d'armure pour le compagnon robotique du joueur.  
En novembre 2024 apparaît la mise à jour Final Showdown qui propose de nouveaux environnement et de nouvelles missions qui développent l'histoire. De nouvelles armes sont également ajoutées.   
Generation Zero est également sorti dans une édition collector comprenant une carte en tissu de la région d'Östertörn, un t-shirt, quatre cartes postales, un boîtier en acier pour le DVD du jeu et une boîte spéciale pour contenir l'ensemble.   

## Accueil
Au moment de sa sortie, Generation Zero reçoit des critiques mitigées, voire négatives. 
Jeuxvideo.com lui attribue la note de 9/20. Le testeur reconnaît l'intensité des combats contre les machines et le soin apporté à l'environnement, mais pointe aussi un gameplay beaucoup trop répétitif et de nombreux soucis techniques.  
Le site JeuxActu se montre plus sévère avec un 7/20 qui sanctionne une aventure jugée trop répétitive, sans grand intérêt et marquée par de nombreux problèmes techniques.  
Gameblog parle d'un "jeu vide avec quelques bonnes idées" et attribue une note de 4/10, même si le testeur reconnaît la qualité de l'ambiance du jeu et un aspect technique très intéressant. Le manque de contenu est également pointé par le site NoFrag qui titre son test "Le nettoyage par le vide" pointant outre le contenu, la répétitivité du jeu.  
Le site NewGame+ intitule son test "Generation Zero pointé" et critique les nombreuses faiblesses techniques (graphismes, mécaniques de gameplay...) et le manque de contenu.   
Mais Jesuisungameur.com a une vision totalement différente de Generation Zero, puisque pour le testeur le jeu a les défauts de ses qualités. Le rythme lent du jeu et les longs déplacements à pied permettent de mieux s'immerger dans l'ambiance de la Suède et de profiter des décors naturels. Le testeur loue également la tension du combat contre les machines et l'exigence du gameplay.   
Depuis sa sortie, le jeu est régulièrement mis-à-jour et dispose de nouveaux contenus et de corrections techniques, rendant caduques de nombreuses critiques de l'époque.   

## Polémique
Dès que les premières images dévoilant le jeu sont publiées, Generation Zero se retrouve impliqué dans une polémique puisque son univers visuel ressemble très fort à celui de l'artiste Simon Stålenhag. 
Dans différents entretiens, Stålenhag affirme qu'il n'avait pas été consulté par les développeurs du jeu et que même s'il n'avait rien contre la reprise de son univers, il aurait apprécié être consulté avant la présentation du jeu. L'artiste se plaint également d'être fréquemment sollicité par des joueurs qui lui demandent s'il a un lien avec le projet d'Avalanche Studios, devant ainsi répondre à de nombreux messages.  
Cette inspiration manifeste et non avouée vaut à Generation Zero d'être accusé de plagiat par différents testeurs.